# 한유진 (가수)
한유진(2007년 3월 20일 ~ )은 대한민국의 가수이다. 위에화엔터테인먼트 소속이며 대한민국 보이 그룹 제로베이스원의 메인댄서, 서브보컬, 서브래퍼를 담당하고 있다. 엠넷의 리얼리티 경쟁 프로그램 BOYS PLANET에서 최종 9위를 기록해 대한민국의 보이그룹 제로베이스원의 일원이 되었다.

## 학력
- 성복초등학교 (졸업)
- 성복중학교 (졸업)
- 한림연예예술고등학교 실용무용과 (재학)

## 음반 외 활동
- 《소년탐정 김지웅》 (2023) - 게스트
- 《톡파원25시》 (2023) - 게스트
- 《SBS 인기가요》 (2024 ~ 2025) - 진행